# Mina Teicher
Mina Teicher (Tel Aviv, 1950) é uma matemática israelense.
Estudou na  Universidade de Tel Aviv, onde obteve o bacharelado em 1974 e um mestrado em 1976. Em 1981 obteve um doutorado, orientada por Ilja Pjatetskij-Shapiro, com a tese Factorization of birational morphisms between 4-folds..